# Agni-II
Agni II – indyjski dwustopniowy pocisk balistyczny pośredniego zasięgu (IRBM) na paliwo stałe, wykorzystujący technologię Post Boost Vehicle, przenoszący głowicę typu MaRV. Pocisk zbudowany został z wykorzystaniem technologii węglowych włókien kompozytowych (carbon-carbon composite) w celu umożliwienia głowicy przejścia przez atmosferę w warunkach wysoko termicznych po różnych trajektoriach.